# ゆめタウン大牟田
ゆめタウン大牟田（ゆめタウンおおむた）は、福岡県大牟田市にある株式会社イズミのショッピングセンターである。直営の衣料品・食料品売場などのほか、100程の専門店が並ぶ。2001年10月19日に開業し（現在の本館（東館））、2007年11月30日には新館（西館）が増設された。

## 概要
- 所在地：福岡県大牟田市旭町2丁目28番地1
- 営業時間：9:30 - 22:00
- 駐車場：1,843台

## 主なテナント

### 本館（東館）・新館（西館）

#### 1階
- マクドナルド
- スターバックス
- ミスタードーナツ
- サーティワンアイスクリーム
- おむらいす亭
- 無印良品
- ドコモショップ
- ソフトバンクショップ
- auショップ
- メガネのヨネザワ
- はせがわ
- カルディコーヒーファーム

#### 2階
- サイゼリヤ
- バーガーキング
- ユニクロ
- ダイソー
- ABCマート
- コムサイズム
- 武田メガネ
- JINS
- サンキューカット
- パスカランド

### 別館
- 駿河屋
- Watts
- トイザらス
- ベスト電器
- AOKI
- スタードッグス
- リンガーハット
- スシロー
- CoCo壱番屋
- 濵かつ
- ガスト
- ホリデイスポーツクラブ
- スーパースポーツゼビオ

## 交通アクセス

### 鉄道
- 西鉄天神大牟田線新栄町駅より約700m。
- JR鹿児島本線・西鉄天神大牟田線大牟田駅より約1.5 km。
  - 大牟田駅前バス停（大牟田観光プラザ前のりば）より6番バスに乗車し、終点で下車。所要時間約8分。
  - 大牟田駅前バス停（大牟田観光プラザ前のりば）より1・2・4・10・55・57番バスに乗車し、東新町バス停で下車。所要時間約5分。
- 九州新幹線新大牟田駅より約5.7 km。
  - 新大牟田駅前バス停より55・55-1番バスに乗車し、東新町バス停で下車。所要時間約22分。

### バス
敷地内にゆめタウン大牟田バス停留所があるほか、敷地北側の国道208号上に東新町バス停留所がある。いずれも西鉄バス大牟田のバス路線が乗り入れている。

#### ゆめタウン大牟田バス停留所
- ■ 6　（到着のみ）
- ■ 15　大牟田駅前・笹林町・有明高専方面
- ■ 16　大牟田駅前・笹林町・一部橋・倉掛・万田坑方面

#### 東新町バス停留所
国道南側乗り場（敷地側）
- ■ 1　大牟田駅前・西鉄大牟田営業所方面
- ■ 2　大牟田駅前・天領小前・四ツ山・荒尾駅前方面
- ■ 4　大牟田駅前・天領橋・四ツ山・荒尾駅前方面
- ■ 7　大牟田駅前・大牟田市立病院・西鉄大牟田営業所方面
- ■ 7-1　大牟田駅前・大牟田市立病院・延命公園・動物園前・西鉄大牟田営業所方面
- ■ 10　大牟田駅前方面

国道北側乗り場（敷地側から横断歩道を渡った反対側）
- ■ 1・2　通町・三池中町・久福木団地方面
- ■ 4　通町・高泉団地・三池中町・久福木団地方面
- ■ 10　八尻町・米の山・普光寺方面
- ■ 55　通町・長溝町・田隈・吉野・新大牟田駅前・南関町役場方面
- ■ 57・57-2 （吉野循環）　草木・橘交差点・吉野・大牟田病院前方面

### 自家用車
- 大牟田市北部やみやま市・南関町（南関IC）方面から向かう場合
  - 国道208号東新町2丁目交差点から荒尾方面に約50mほど進み、左折。帰りは本館裏側から出る。
- 大牟田市南部や荒尾市方面から向かう場合
  - 国道208号五月橋交差点から右折し、別館（積文館書店）裏側より左折。帰りは国道側から出る。

### 周辺の店舗
- イオンモール大牟田